# Clavelina picta
Clavelina picta is een zakpijpensoort uit de familie van de Clavelinidae. De wetenschappelijke naam van de soort is, als Diazona picta, voor het eerst geldig gepubliceerd in 1900 door Addison Emery Verrill.

## Beschrijving
Clavelina picta is een koloniale zakpijpensoort met doorschijnend lichamen die variabele koele kleuren hebben. De randen van de sifons zijn roodachtig tot donkerpaars. De zoiden, 20 mm in omvang, zijn aan hun basis verbonden door uitlopers. Deze organismen zijn filtervoeders die een slijmfilm gebruiken om prooien te vangen die met het water zijn opgezogen. Dit slijm wordt continu door de endostijl uitgescheiden, dat vervolgens door trilhaartjes in de kieuwkorf, naar de dorsale groef en uiteindelijk naar de slokdarm wordt verplaatst. De belangrijkste vangst van C. picta en andere zakpijpen is plankton of afvaldeeltjes.

## Verspreiding en leefgebied
Deze soort wordt gevonden in de wateren van Florida, Bahama's en het Caribisch gebied. Het is ook overvloedig aanwezig in Bermuda. Clavelina picta komt vaak voor in grote clusters die vastzitten aan zwart koraal, sponzen en hoornkoralen. Kolonies kunnen honderden individuele zoïden bevatten.